# Caieiras (kommun)
Caieiras är en kommun i Brasilien.   Den ligger i delstaten São Paulo, i den sydöstra delen av landet, 900 km söder om huvudstaden Brasília. Antalet invånare är 86 623. Arean är 98 kvadratkilometer. Caieiras gränsar till Franco da Rocha.
Terrängen i Caieiras är platt åt nordväst, men åt sydost är den kuperad.
Följande samhällen finns i Caieiras:
- Caieiras